# Midilambia
Midilambia é um gênero de mariposa pertencente à família Crambidae.